# ジュゼッペ・ジャコーザ

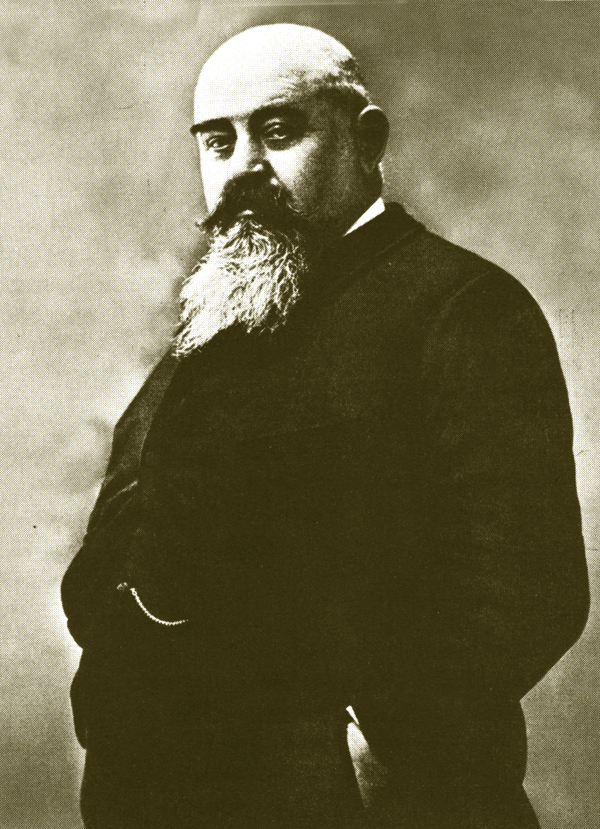
ジュゼッペ・ジャコーザ。その容貌と温厚な人柄から「ブッダ」とあだ名された。

ジュゼッペ・ジャコーザ（Giuseppe Giacosa, 1847年10月21日 - 1906年9月1日）は、イタリアの詩人、劇作家、オペラ台本作家である。ルイージ・イッリカと共同でプッチーニのために書いたオペラ台本『ラ・ボエーム』『トスカ』『蝶々夫人』によって特に有名である。

## 生涯
トリノ近くのコッレレット・パレッラ（現コッレレット・ジャコーザ）に判事の息子として生まれる。トリノ大学で法学を学び、はじめ父のキャリアを継ぐことを考えたが、1873年に発表した風刺詩『チェスの一局』 (Una partita a scacchi ) が好評だったことから文学の道へ進む。
アッリーゴ・ボーイトらの文壇サークルに交わり、簡潔なスタイルの舞台劇で有名となる。その多くが同時代における出身地ピエモンテ地方の富裕層の生活を題材とするものであり、エミール・ゾラの自然主義の影響、およびヘンリック・イプセンの影響も大きいとされる。1888年から1894年にかけてはミラノ音楽院で文学および演劇の教鞭をとっていた。
1894年からは楽譜出版業者ジューリオ・リコルディの仲介により、新進気鋭のオペラ作曲家ジャコモ・プッチーニ、台本作家ルイージ・イッリカと組んで新作オペラの制作を行った。この3者のコラボレーションは『ラ・ボエーム』（初演1896年）、『トスカ』（同1900年）、『蝶々夫人』（同1904年）の、いわゆる3大傑作として結実した。
この共同作業におけるジャコーザの主要な責務は、イッリカが筋立てを組み上げ散文形式で書き連ねた会話を、格調高い韻文に直すことにあった。これは既に演劇の大家であったジャコーザにとっては面白くない仕事であったに相違なく、また題材自体も暴力的な『トスカ』のようにジャコーザの趣味に合わない場合もあったが、彼は誠実に仕事を行った。また温厚な性格で知られ、その容貌から「ブッダ (Il Budda)」の愛称で知られていたジャコーザは、気性の荒いイッリカと、同じく激しい気性で台本作家を酷使する傾向にあったプッチーニの間にしばしば発生する諍いの潤滑油の役割も果たしていた。リコルディがジャコーザを引き込んだ狙いもそこにあったのだろう。実際、1906年にジャコーザが亡くなった後、プッチーニとイッリカは共同では何ら新作を生み出すことはできなかった。